# Pici

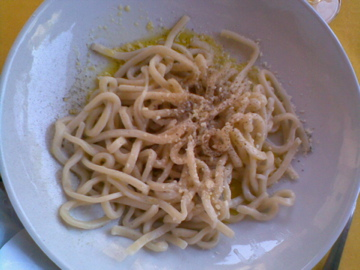
Pici con queso y pimienta.

Los pici son un tipo de espagueti hecho a mano típicos del sur de la Toscana, de las provincias de Siena y Grosseto. Su receta es extremadamente simple: agua, harina y poquísimo huevo. Tradicionalmente ha sido trabajo del ama de casa el appiciare, es decir, trabajar la masa a mano para creare fideos largos y gruesos. Los condimentos típicos de este tipo de pasta incluyen el ragú de carne o all'aglione, una salsa de tomate salada y ajo. En la provincia de Siena existen variantes con setas, a la carbonara y de muchas otras formas, pero estas recetas se consideran ajenas a las tradiciones y el gusto campesino de la Toscana rural.
Extendidos por todo el sur de Siena, Celle sul Rigo (en la comuna de San Casciano dei Bagni) celebra el último fin de semana de mayo desde hace más de 40 años la Sagra dei Pici, un festival dedicado a la sabrosa pasta del Val d'Orcia.